# لمعي (اسم)
لمعي هو اسم علم مذكر من أصل عربي، ومعناه هو جاء نسبة إلى «لمع» وهوالضياء الإشراق، ولمعي كذلك الحاد الذكاء السريع الفهم.

## الأصل اللغوي
لَمَعَ الشيءُ يَلْمَعُ لَمْعًا ولَمَعَانًا ولُمُوعًا ولَمِيعًا وتِلِمّاعًا وتَلَمَّعَ، كلُّه: بَرَقَ وأَضاءَ، والعْتَمَعَ مثله؛ قال أُمية بن أَبي عائذ: وأَعْفَتْ تِلِمّاعًا بِزَأْرٍ كأَنه تَهَدُّمُ طَوْدٍ، صَخْرُه يَتَكَلَّدُ ولَمَعَ البرْقُ يَلْمَعُ لَمْعًا ولَمَعانًا إِذا أَضاءَ. وأَرض مُلْمِعةٌ ومُلَمِّعةٌ ومُلَمَّعةٌ ولَمَّاعةٌ: يَلْمَعُ فيها السرابُ. واللَّمَّاعةُ: الفَلاةُ؛ ومنه قول ابن أَحمر: كَمْ دُونَ لَيْلى منْ تَنْوفِيّةٍ لَمّاعةٍ، يُنْذَرُ فيها النُّذُرْ قال ابن بري: اللَّمَّاعةُ الفلاةُ التي تَلْمَعُ بالسرابِ. واليَلْمَعُ السرابُ لِلَمَعانِه. وفي المثل: أَكْذَبُ من يَلْمَعٍ. ويَلْمَعٌ اسم بَرْقٍ خُلَّبٍ لِلَمعانِه أَيضًا، ويُشَبَّه به الكَذُوبُ فيقال: هو أَكذَبُ من يَلْمَعٍ؛ قال الشاعر: 
 واليَلْمَعُ: ما لَمَعَ من السِّلاحِ كالبيضةِ والدِّرْعِ. وخَدٌّ مُلْمَعٌ: صَقِيلٌ. ولَمَعَ بثَوْبِه وسَيْفِه لَمْعًا وأَلْمَعَ: أَشارَ، وقيل: أَشار لِلإِنْذارِ، ولَمَعَ: أَعْلى، وهو أَن يرفَعَه ويحرِّكَه ليراه غيره فيَجِيءَ إِليه؛ ومنه حديث زينب: رآها تَلْمَع من وراءِ الحجابِ أَي تُشِيرُ بيدها؛ قال الأَعشى: حتى إِذا لَمَعَ الدَّلِلُ بثَوْبِه، سُقِيَتْ، وصَبَّ رُواتُها أَوْ شالَها ويروى أَشْوالَها؛ وقال ابن مقبل: عَيْثي بِلُبِّ ابْنةِ المكتومِ، إِذْ لَمَعَت بالرَّاكِبَيْنِ على نَعْوانَ، أَنْ يَقَعا (* قوله« أن يقعا» كذا بالأصل ومثله في شرح القاموس هنا وفيه في مادة عيث يقفا.) عَيْثي بمنزلة عَجَبي ومَرَحي. ولَمَعَ الرجلُ بيديه: أَشار بهما، وأَلْمَعَتِ المرأَةُ بِسِوارِها وثوبِها كذلك؛ قال عدِيُّ بن زيد العبّاذي:عن مُبْرِقاتٍ بالبُرِينَ تَبْدُو، وبالأَكُفِّ اللاَمِعاتِ سُورُ ولَمَعَ الطائِرُ بجنَاحَيْه يَلْمَعُ وأَلْمَعَ بهما: حَرَّكهما في طَيَرانِه وخَفَق بهما. ويقال لِجَناحَي الطائِرِ: مِلْمَعاهُ؛ قال حميد بن ثور يذكر قطاة: لها مِلْمَعانِ، إِذا أَوْغَفَا يَحُثَّانِ جُؤْجُؤَها بالوَحَى أَوْغَفَا: أَسْرَعا. والوَحَى ههنا: الصوْتُ، وكذلك الوَحاةُ، أَرادَ حَفِيفَ جَناحيْها. قال ابن بري: والمِلْمَعُ الجَناحُ، وأَورد بيت حُمَيْد بن ثور. وأَلْمَعَتِ الناقةُ بِذَنَبها، وهي مُلْمِعٌ: رَفَعَتْه فَعُلِمَ أَنها لاقِحٌ، وهي تُلْمِعُ إِلْماعًا إِذا حملت. وأَلْمَعَتْ، وهي مُلْمِعٌ أَيضًا: تحرّك ولَدُها في بطنها. ولَمَعَ ضَرْعُها: لَوَّنَ عند نزول الدِّرّةِ فيه. وتَلَمَّعَ وأَلْمَعَ، كله: تَلَوَّنَ أَلْوانًا عند الإِنزال؛ قال الأَزهريّ: لم أَسمع الإِلْماعَ في الناقة لغير الليث، إِنما يقال للناقة مُضْرِعٌ ومُرْمِدٌ ومُرِدٌّ، فقوله أَلْمَعَتِ الناقةُ بذنَبِها شاذٌّ، وكلام العرب شالَتِ الناقةُ بذنبها بعد لَقاحِها وشَمَذَتْ واكْتَارَت وعَشَّرَتْ، فإِن فعلت ذلك من غير حبل قيل: قد أبْرَقَت، فهي مُبْرِقٌ، والإِلْماعُ في ذوات المِخْلَبِ والحافرِ: إِشْراقُ الضرْعِ واسْوِدادُ الحلمة باللبن للحمل: يقال: أَلْمَعَتالفرسُ والأَتانُ وأَطْباء اللَّبُوءَةِ إِذا أَشْرَقَت للحمل واسودّت حَلَماتُها. الأَصمعي: إِذا استبان حمل الأَتان وصار في ضَرْعِها لُمَعُ سواد، فهيمُلْمِعٌ، وقال في كتاب الخيل: إِذا أَشرق ضرع الفرس للحمل قيل أَلمعت، قال: ويقال ذلك لكل حافر وللسباع أَيضًا. واللُّمْعةُ السواد حول حلمة الثدي خلقة، وقيل: اللمعة البقْعة من السواد خاصة، وقيل: كل لون خالف لونًا لمعة وتَلْمِيعٌ. وشيء مُلَمَّعٌ: ذو لُمَعٍ؛ قال لبيد: مَهْلًا، أَبَيْتَ اللَّعْنَ لا تأْكلْ مَعَهْ، إِنَّ اسْتَه من بَرَصٍ مُلَمَّعَهْ ويقال للأَبرص: المُلَمَّعُ. واللُّمَعُ تَلْمِيعٌ يكون في الحجر والثوب أَو الشيء يتلون أَلوانًا شتى. يقال: حجر مُلَمَّعٌ، وواحدة اللُّمَعِ لُمْعةٌ. يقال: لُمْعةٌ من سوادٍ أو بياض أَو حمرة. ولمعة جسد الإِنسان: نَعْمَتُه وبريق لونه؛ قال عدي بن زيد: تُكْذِبُ النُّفُوسَ لُمْعَتُها، وتَحُورُ بَعْدُ آثارا واللُّمْعةُ، بالضم: قِطْعةٌ من النبْتِ إِذا أَخذت في اليبس؛ قال ابن السكيت: يقال لمعة قد أَحَشَّت أَي قد أَمْكَنَت أَن تُحَشَّ، وذلك إِذا يبست. واللُّمْعةُ الموضعُ الذي يَكْثُر فيه الخَلَى، ولا يقال لها لُمْعةٌ حتى تبيضَّ، وقيل: لا تكون اللُّمْعةُ إِلا مِنَ الطَّرِيفةِ والصِّلِّيانِ إِذا يبسا. تقول العرب: وقعنا في لُمْعة من نَصِيٍّ وصِلِّيانٍ أَي في بُقْعةٍ منها ذات وضَحٍ لما نبت فيها من النصيّ، وتجمع لُمَعًا. وأَلْمَعَ البَلَدُ: كثر كَلَؤُه. ويقال: هذ بلاد قد أَلْمَعَتْ، وهي مُلْمِعةٌ، وذلك حين يختلط كِلأُ عام أَوّلَ بكَلإِ العامِ. وفي حديث عمر: أَنه رأَى عمرو بن حُرَيْثٍ فقال: أَين تريد؟ قال: الشامَ، فقال: أَما إِنَّها ضاحيةُ قَوْمِكَ وهي اللَّمّاعةُ بالرُّكْبانِ تَلْمَعُ بهم أَي تَدْعُوهم إِليها وتَطَّبِيهِمْ. واللَّمْعُ الطرْحُ والرَّمْيُ. واللَّمّاعةُ: العُقابُ. لاوعُقابٌ لَمُوعٌ: سرِيعةُ الاختِطافِ. والتَمَعَ الشيءَ: اخْتَلَسَه. وأَلْمَعَ بالشيء: ذهَب به؛ قال متمم بن نويرة: وعَمْرًا وجَوْنًا بالمُشَقَّرِ أَلْمَعا يعني ذهب بهما الدهرُ. ويقال: أَراد بقوله أَلْمَعَا اللَّذَيْنِ معًا، فأَدخل عليه الأَلف واللام صلة، قال أَبو عدنان: قال لي أَبو عبيدة يقال هو الأَلْمَعُ بمعنى الأَلْمَعِيِّ؛قال: وأَراد متمم بقوله: وعَمْرًا وجَوْنًا بالمُشَقَّرِ أَلْمَعا أَي جَوْنًا الأَلْمَعَ فحذف الأَلف واللام. قال ابن بزرج: يقال لَمَعْتُ بالشيءوأَلْمَعْتُ به أَي سَرَقْتُه. ويقال: أَلْمَعَتْ بها الطريقُ فَلَمَعَتْ؛ وأَنشد: أَلْمِعْ بِهِنَّ وضَحَ الطَّرِيقِ، لَمْعَكَ بالكبساءِ ذاتِ الحُوقِ وأَلْمَعَ بما في الإِناء من الطعام والشراب: ذهب به. والتُمِعَ لَوْنُه: ذهَب وتَغَيَّرَ، وحكى يعقوب في المبدل التَمَعَ. ويقال للرجل إِذا فَزِعَ من شيء أَو غَضِبَ وحَزِنَ فتغير لذلك لونه: قد التُمِعَ لَونُه.
وفي حديث ابن مسعود: أَنه رأَى رجلًا شاخصًا بصَرُه إِلى السماء في الصلاة فقال: ما يَدْرِي هذا لعل بَصَرَه سَيُلْتَمَعُ قبل أَن يرجع إِليه؛ قال أَبو عبيدة: معناه يُخْتَلَسُ. وفي الحديث: إِذا كان أَحدكم في الصلاة فلا يرفَعْ بصَره إِلى السماء؛ يُلْتَمَعُ بصرُه أَي يُخْتَلَسُ. يقال: أَلْمَعْتُ بالشيء إِذا اخْتَلَسْتَه واخْتَطَفْتَه بسرعة. ويقال: التَمَعْنا القومَ ذهبنا بهم. واللُّمْعةُ الطائفةُ، وجمعها لُمَعٌ ولِماعٌ؛ قال القُطامِيّ: زمان الجاهِلِيّةِ كلّ حَيٍّ، أَبَرْنا من فَصِيلَتِهِمْ لِماعا والفَصِيلةُ: الفَخِذُ؛ قال أَبو عبيد: ومن هذا يقال التُمِعَ لونُه إِذا ذَهَب، قال: واللُّمْعةُ في غير هذا الموضع الذي لا يصيبه الماء في الغسل والوضوء. وفي الحديث: أَنه اغْتسل فرأَى لُمْعةً بمَنْكِبِه فدَلكَها بشَعَره؛ أَراد بُقْعةً يسيرة من جَسَدِه لم يَنَلْها الماء؛ وهي في الأَصل قِطعةٌ من النبْت إِذا أَخذت في اليُبْسِ. وفي حديث دم الحيض: فرأَى به لُمْعةً من دَمٍ. واللّوامِعُ: الكَبِدُ؛ قال رؤبة: يَدَعْنَ من تَخْرِيقِه اللَّوامِعا أَوْهِيةً، لا يَبْتَغِينَ راقِعا قال شمر: ويقال لَمَعَ فلانٌ البَابَ أَي بَرَزَ منه؛ وأَنشد: حتى إِذا عَنْ كان في التَّلَمُّسِ، أَفْلَتَه اللهُ بِشِقِّ الأَنْفُسِ، مُلَثَّمَ البابِ، رَثِيمَ المَعْطِسِ وفي حديث لقمانَ بن عاد: إِنْ أَرَ مَطْمَعِي فَحِدَوٌّ تَلَمَّع، وإِن لا أَرَ مَطْمَعِي فَوَقّاعٌ بِصُلَّعٍ؛ قال أَبو عبيد: معنى تَلَمَّعُ أَي تختطف الشيء في انْفِضاضِها، وأَراد بالحِدَوِّ الحِدَأَةَ، وهي لغة أَهل مكة، ويروى تلمع من لَمَعَ الطائِرُ بجناحيه إِذا خَفَقَ بهما. واللًامِعةُ اللَّمّاعةُ: اليافوخُ من الصبي ما دامت رطْبةً لَيِّنةً، وجمعها اللَّوامِعُ، فإِذا اشتدّت وعادت عَظْمًا فهي اليافوخُ. ويقال: ذَهَبَت نفسُه لِماعًا أَي قِطْعةً قِطْعةً؛ قال مَقّاسٌ: بعَيْشٍ صالِحٍ ما دُمْتُ فِيكُمْ، وعَيْشُ المَرْءِ يَهْبِطُه لِماعا واليَلْمَعُ والأَلْمَعُ والأَلْمَعِيُّواليَلْمَعِيُّ: الدَّاهي الذي يَتَظَنَّنُ الأُمُور فلا يُخْطِئُ، وقيل: هو الذَّكِيُّ المُتَوَقِّدُ الحدِيدُ اللسانِ والقَلْبِ؛ قال الأَزهري: الأَلمَعيُّ الخَفيفُ الظريفُ؛ وأَنشد قول أَوس بن حجر: الأَلمَعِيُّ الذي يَظُنُّ لَكَ الظْـ ـظَنَّ، كأَنّْ قَدْ رَأَى، وقد سَمِعا نصب الأَلمعِيَّ بفعل متقدم؛ وأَنشد الأَصمعي في اليَلْمَعيّ لِطَرَفةَ: وكائِنْ تَرى من يَلْمَعِيٍّ مُحَظْرَبٍ، ولَيْسَ لَه عِنْدَ العَزائِمِ جُولُ رجل مُحَظْرَبٌ: شديدُ الخَلق مَفتوله، وقيل:الأَلمَعِيُّ الذي إِذا لَمَعَ له أَولُ الأَمر عرف آخره، يكتفي بظنه دون يقينه، وهو مأْخوذ من اللَّمْعِ، وهو الإِشارةُ الخفية والنظر الخفِيُّ؛ حكى الأَزهري عن الليث قال: اليَلْمَعِيُّ والأَلمِعيُّ الكذّاب مأْخوذ من اليَلْمَع وهو السرابُ. قال الأَزهري: ما علمت أَحدًا قال في تفسيراليَلْمَعِيِّ من اللغويين ما قاله الليث، قال: وقد ذكرنا ما قاله الأَئمة في الأَلمعيّ وهو متقارب يصدق بعضه بعضًا، قال: والذي قاله الليث باطل لأَنه على تفسيره ذمّ، والعرب لا تضع الأَلمعي إِلاَ في موضع المدح؛ قال غيره: والأَلمَعِيُّ واليَلمَعيُّ المَلاَذُ وهو الذي يَخْلِطُ الصدق بالكذب. والمُلَمَّعُ من الخيل: الذي يكون في جسمه بُقَعٌ تخالف سائر لونه، فإِذا كان فيه استطالة فهو مُوَلَّعٌ. ولِماعٌ: فرس عباد بن بشير أحدِ بني حارثة شهد عليه يومَ السَّرْحِ.

## وصلات خارجية
- موسوعة السلطان قابوس لأسماء العرب نسخة محفوظة 5 أبريل 2019 على موقع واي باك مشين.